# 卡齐米日·库拉托夫斯基
庫拉托夫斯基（波蘭語：Kazimierz Kuratowski，1896年2月2日—1980年6月18日），波蘭數學家。
他主要研究點集拓撲學和集合論：
- 庫拉托夫斯基閉包公理
- 塔斯基–庫拉托夫斯基演算法
- 平面圖的庫拉托夫斯基定理
- 庫拉托夫斯基十四集問題
- 佐恩引理的證明

庫拉托夫斯基的父親是華沙的著名律師。當時華沙受俄羅斯統治，進入當地大學必須經過俄語的考試。庫氏沒有就讀俄語中學，決定到蘇格蘭學習工程。1913年10月，他進入了格拉斯哥大學，那年他得了班內的數學獎。1914年，他回到波蘭度假，不料第一次世界大戰暴發，他便沒有回格拉斯哥。1915年11月，俄軍撤出華沙，華沙大學改用波蘭語，庫氏選擇修讀數學。
在大學內有幾個教授對庫氏影響很深：博士論文導師Janiszewski和Mazurkiewicz、瓦茨瓦夫·謝爾賓斯基、Lukasiewicz。前三位都研究當時很新鮮的領域拓撲學。最後者研究數理邏輯，他的研討會啟發了庫氏的第一篇論文（1917年）。1927年被聘為利沃夫工業大學（Politechnika Lwowska）教授，1934年起任教於華沙大學。